# Гелена Сукова
Гелена Сукова (чеськ. Helena Suková) — чеська тенісистка-професіонал, володарка 14 титулів Великого шолома в парному розряді та міксті, перша ракетка світу в парній грі, дворазова олімпійська медалістка.
Першу срібну олімпійську медаль Сукова виборола на Сеульській олімпіаді 1988 року в парному турнірі, де чеська пара (Сукова грала з Яною Новотною) поступилася американській (Пем Шрайвер/Зіна Гаррісон), другу — на Олімпіаді 1996 року в Атланті, де чешки знову програли американкам, цього разу іншим (Джиджі Фернандес/Мері Джо Фернандес).
Сукова входила до складу збірної Чехословаччини, що 4 рази вигравала Кубок Федерації (1983, 1984, 1985, and 1988). Разом із Мілославом Мечиржом вона виграла Кубок Гопмана 1989 року (тоді він розігнувався вперше). 
2018 року Гелену Сукову введено до Міжнародної зали тенісної слави.

## Життєпис
Гелена Сукова народилася 23 лютого 1965 року в Празі, у родині чеських тенісистів. Її брат Циріл теж грав у теніс і добивався немалих успіхів. 
Після завершення кар'єри в 1998 році Сукова працювала тенісним функціонером. Вона захистила дисертацію з психології, й з 2011 є віце-президентом Асоціації спортивних психологів Чеської Республіки

## Кар'єра
За час кар'єри здобула 9 титулів турнірів Великого шолома в парному розряді, та 5 у міксті. В одиночному розряді чотири рази доходила до фіналів двох турнірів Великого шолома, але щоразу програвала. Володарка 10 титулів турнірів WTA в одиночному розряді. 
Постійною партнеркою Сукової у парній грі була  Клаудія Коде-Кільш. Цю пару називали «башнями-близнюками»  з огляду на зріст обох тенісисток. З Клаудією Гелена виграла два титули Великого шолома. Пізніше Сукова грала  з Новотною (4 титули), Аранчою Санчес Вікаріо (два титули),  Мартіною Хінгіс (один титул, бо Мартіна була ще малявкою, а Гелена наближалася до завершення кар'єри).
У міксті Сукова вигравала мейджори з братом Цирілом, а також із визнаним майстром парної гри Тоддом Вудбріджем.

## Фінали турнірів WTA

### Одиночний розряд: 31 (10–21)
| Перемога — Легенда            |
| ----------------------------- |
| Турніри Великого шолома (0–4) |
| Турніри WTA Tour (0–1)        |
| Tier I (0–1)                  |
| Tier II (0–3)                 |
| Tier III (1–2)                |
| Tier IV (2–2)                 |
| Tier V (1–0)                  |
| Virginia Slims (6–8)          |

| Титули за покриттям |
| ------------------- |
| Тверде (4–5)        |
| Трава (2–6)         |
| Ґрунт (0–2)         |
| Килим (4–8)         |

| Результат | В-П | Дата     | Турнір                                 | Категорія | Покриття   | Опонент               | Рахунок            |
| --------- | --- | -------- | -------------------------------------- | --------- | ---------- | --------------------- | ------------------ |
| Перемога  | 1.  | Січ 1982 | Newport News                           |           | Килим      | Патрісія Медрадо      | 6–2, 6–7, 6–0      |
| Поразка   | 1.  | Бер 1982 | Austin                                 |           | Килим      | Клаудія Коде-Кільш    | 6–7(0–7), 6–0, 3–6 |
| Поразка   | 2.  | Сер 1982 | Indianapolis                           |           | Ґрунт      | Вірджинія Рузіч       | 2–6, 0–6           |
| Поразка   | 3.  | Бер 1984 | Boston                                 |           | Килим      | Гана Мандлікова       | 5–7, 0–6           |
| Перемога  | 2.  | Лис 1984 | Brisbane                               |           | Трава      | Елізабет Смайлі       | 6–4, 6–4           |
| Поразка   | 4.  | Лис 1984 | Відкритий чемпіонат Австралії з тенісу |           | Трава      | Кріс Еверт            | 7–6(7–4), 1–6, 3–6 |
| Поразка   | 5.  | Бер 1985 | Фінал WTA                              |           | Килим      | Мартіна Навратілова   | 3–6, 5–7, 4–6      |
| Поразка   | 6.  | Чер 1985 | Істборн                                |           | Трава      | Мартіна Навратілова   | 4–6, 3–6           |
| Поразка   | 7.  | Бер 1986 | Princeton                              |           | Килим      | Мартіна Навратілова   | 6–3, 0–6, 6–7(5–7) |
| Поразка   | 8.  | Чер 1986 | Eastbourne                             |           | Трава      | Мартіна Навратілова   | 6–3, 3–6, 4–6      |
| Перемога  | 3.  | Сер 1986 | Монреаль                               |           | Тверде     | Пем Шрайвер           | 6–2, 7–5           |
| Поразка   | 9.  | Сер 1986 | Відкритий чемпіонат США з тенісу       |           | Тверде     | Мартіна Навратілова   | 3–6, 2–6           |
| Перемога  | 4.  | Вер 1986 | Hilversum                              |           | Килим      | Катрін Танв'є         | 6–2, 7–5           |
| Поразка   | 10. | Жов 1986 | Zurich Open                            |           | Килим      | Штеффі Граф           | 6–4, 2–6, 4–6      |
| Поразка   | 11. | Лют 1987 | Boca Raton                             |           | Тверде     | Штеффі Граф           | 2–6, 3–6           |
| Перемога  | 5.  | Бер 1987 | Piscataway                             |           | Килим      | Лорі Макніл           | 6–0, 6–3           |
| Перемога  | 6.  | Чер 1987 | Eastbourne                             |           | Трава      | Мартіна Навратілова   | 7–6(7–5), 6–3      |
| Поразка   | 12. | Січ 1988 | Сідней                                 |           | Трава      | Пем Шрайвер           | 2–6, 3–6           |
| Поразка   | 13. | Кві 1988 | Токіо                                  |           | Килим      | Пем Шрайвер           | 5–7, 1–6           |
| Поразка   | 14. | Тра 1988 | Берлін                                 |           | Ґрунт      | Штеффі Граф           | 3–6, 2–6           |
| Перемога  | 7.  | Січ 1989 | Brisbane                               |           | Тверде     | Бренда Шульц-Маккарті | 7–6(8–6), 7–6(8–6) |
| Поразка   | 15. | Січ 1989 | Australian Open                        |           | Тверде     | Штеффі Граф           | 4–6, 4–6           |
| Поразка   | 16. | Лют 1990 | Індіан-Веллс                           |           | Тверде     | Мартіна Навратілова   | 2–6, 7–5, 1–6      |
| Поразка   | 17. | Чер 1990 | Бірмінгем                              |           | Трава      | Зіна Гаррісон         | 4–6, 1–6           |
| Поразка   | 18. | Жов 1990 | Brighton                               |           | Килим      | Штеффі Граф           | 5–7, 3–6           |
| Перемога  | 8.  | Гру 1990 | Brisbane                               |           | Тверде     | Кідзімута Акіко       | 6–4, 6–3           |
| Перемога  | 9.  | Лют 1992 | Осака                                  |           | Килим      | Лаура Аррая           | 6–2, 4–6, 6–1      |
| Перемога  | 10. | Лис 1992 | Indianapolis                           |           | Тверде (i) | Лінда Вілд            | 6–4, 6–3           |
| Поразка   | 19. | Сер 1993 | US Open                                |           | Тверде     | Штеффі Граф           | 3–6, 3–6           |
| Поразка   | 20. | Жов 1994 | Brighton                               |           | Килим      | Яна Новотна           | 7–6(7–4), 3–6, 4–6 |
| Поразка   | 21. | Чер 1996 | Rosmalen Grass Court Championships     |           | Трава      | Анке Губер            | 4–6, 6–7(2–7)      |

### Парний розряд 128 (69–59)
| Перемога — Легенда            |
| ----------------------------- |
| Турніри Великого шолома (2–6) |
| Турніри WTA Tour (0–5)        |
| Олімпійські Ігри (0–2)        |
| Tier I (1–2)                  |
| Tier II (1–3)                 |
| Tier III (0–1)                |
| Tier IV (0–3)                 |
| Tier V (2–1)                  |
| Virginia Slims (19–18)        |

| Титули за покриттям |
| ------------------- |
| Тверде (5–8)        |
| Трава (2–9)         |
| Ґрунт (10–8)        |
| Килим (8–14)        |

| Результат | В-П | Дата              | Турнір                                 | Категорія | Покриття   | Партнер                 | Опоненти                                      | Рахунок                 |
| --------- | --- | ----------------- | -------------------------------------- | --------- | ---------- | ----------------------- | --------------------------------------------- | ----------------------- |
| Поразка   | 1.  | 21 листопада 1983 | Сідней                                 |           | Трава      | Гана Мандлікова         | Енн Гоббс Венді Тернбулл                      | 4–6, 3–6                |
| Перемога  | 1.  | 23 січня 1984     | Marco Island                           |           | Ґрунт      | Гана Мандлікова         | Енн Гоббс Андреа Єйгер                        | 3–6, 6–2, 6–2           |
| Перемога  | 2.  | 21 травня 1984    | Мастерс Рим                            |           | Ґрунт      | Іва Бударжова           | Кетлін Горват Вірджинія Рузіч                 | 7–6(7–5), 1–6, 6–4      |
| Перемога  | 3.  | 8 жовтня 1984     | Фільдерштадт                           |           | Килим      | Клаудія Коде-Кільш      | Беттіна Бюнге Ева Пфафф                       | 6–2, 4–6, 6–3           |
| Перемога  | 4.  | 19 листопада 1984 | Сідней                                 |           | Трава      | Клаудія Коде-Kilsch     | Венді Тернбулл Шерон Волш                     | 6–2, 7–6(7–4)           |
| Поразка   | 2.  | 26 листопада 1984 | Відкритий чемпіонат Австралії з тенісу |           | Трава      | Клаудія Коде-Kilsch     | Мартіна Навратілова Пем Шрайвер               | 3–6, 4–6                |
| Перемога  | 5.  | 10 грудня 1984    | Токіо                                  |           | Килим      | Клаудія Коде-Kilsch     | Елізабет Смайлі Катрін Танв'є                 | 6–4, 6–4                |
| Поразка   | 3.  | 6 січня 1985      | Washington, D.C.                       |           | Килим      | Клаудія Коде-Kilsch     | Джиджі Фернандес Мартіна Навратілова          | 3–6, 6–3, 3–6           |
| Поразка   | 4.  | 18 березня 1985   | Фінал WTA                              |           | Килим      | Клаудія Коде-Kilsch     | Мартіна Навратілова Пем Шрайвер               | 7–6(9–7), 4–6, 6–7(5–7) |
| Поразка   | 5.  | 29 квітня 1985    | Houston                                |           | Ґрунт      | Мануела Малеєва         | Еліз Берджін Мартіна Навратілова              | 1–6, 6–3, 3–6           |
| Перемога  | 6.  | 13 травня 1985    | Берлін                                 |           | Ґрунт      | Клаудія Коде-Kilsch     | Штеффі Граф Катрін Танв'є                     | 6–4, 6–1                |
| Перемога  | 7.  | 20 травня 1985    | European Open                          |           | Ґрунт      | Бонні Гадушек           | Беттіна Бюнге Ева Пфафф                       | 6–2, 6–4                |
| Поразка   | 6.  | 27 травня 1985    | Відкритий чемпіонат Франції з тенісу   |           | Ґрунт      | Клаудія Коде-Kilsch     | Мартіна Навратілова Пем Шрайвер               | 6–4, 2–6, 2–6           |
| Перемога  | 8.  | 29 липня 1985     | Мангеттен-Біч                          |           | Тверде     | Клаудія Коде-Kilsch     | Гана Мандлікова Венді Тернбулл                | 6–4, 6–2                |
| Поразка   | 7.  | 12 серпня 1985    | Mahwah                                 |           | Тверде     | Клаудія Коде-Kilsch     | Кеті Джордан Елізабет Смайлі                  | 6–7(6–8), 3–6           |
| Перемога  | 9.  | 26 серпня 1985    | Відкритий чемпіонат США з тенісу       |           | Тверде     | Клаудія Коде-Kilsch     | Мартіна Навратілова Пем Шрайвер               | 6–7(5–7), 6–2, 6–3      |
| Поразка   | 8.  | 21 жовтня 1985    | Brighton                               |           | Килим      | Барбара Поттер          | Лорі Макніл Катрін Сюїр                       | 6–4, 6–7(3–7), 4–6      |
| Поразка   | 9.  | 28 жовтня 1985    | Цюрих                                  |           | Килим      | Клаудія Коде-Kilsch     | Гана Мандлікова Андреа Темешварі              | 4–6, 6–3, 5–7           |
| Поразка   | 10. | 11 листопада 1985 | Brisbane                               |           | Трава      | Клаудія Коде-Kilsch     | Мартіна Навратілова Пем Шрайвер               | 4–6, 7–6(8–6), 1–6      |
| Поразка   | 11. | 25 листопада 1985 | Australian Open                        |           | Трава      | Клаудія Коде-Kilsch     | Мартіна Навратілова Пем Шрайвер               | 3–6, 4–6                |
| Перемога  | 10. | 9 грудня 1985     | Токіо                                  |           | Килим      | Клаудія Коде-Kilsch     | Марселла Мескер Елізабет Смайлі               | 6–0, 6–4                |
| Поразка   | 12. | 6 січня 1986      | Washington, D.C.                       |           | Килим      | Клаудія Коде-Kilsch     | Мартіна Навратілова Пем Шрайвер               | 3–6, 4–6                |
| Поразка   | 13. | 13 січня 1986     | Worcester                              |           | Килим      | Клаудія Коде-Kilsch     | Мартіна Навратілова Пем Шрайвер               | 3–6, 1–6                |
| Перемога  | 11. | 10 лютого 1986    | Відкритий чемпіонат Маямі з тенісу     |           | Тверде     | Пем Шрайвер             | Кріс Еверт Венді Тернбулл                     | 6–2, 6–3                |
| Поразка   | 14. | 24 лютого 1986    | Окленд                                 |           | Килим      | Бонні Гадушек           | Гана Мандлікова Венді Тернбулл                | 6–7(5–7), 1–6           |
| Поразка   | 15. | 3 березня 1986    | Princeton                              |           | Килим      | Гана Мандлікова         | Kathy Йорданія Елізабет Смайлі                | 3–6, 5–7                |
| Перемога  | 12. | 10 березня 1986   | Dallas                                 |           | Килим      | Клаудія Коде-Kilsch     | Гана Мандлікова Венді Тернбулл                | 4–6, 7–5, 6–4           |
| Поразка   | 16. | 17 березня 1986   | Фінал WTA                              |           | Килим      | Клаудія Коде-Kilsch     | Гана Мандлікова Венді Тернбулл                | 4–6, 7–6(7–4), 3–6      |
| Перемога  | 13. | 14 квітня 1986    | Амелія-Айланд                          |           | Ґрунт      | Клаудія Коде-Kilsch     | Габріела Сабатіні Катрін Танв'є               | 6–2, 5–7, 7–6(9–7)      |
| Перемога  | 14. | 12 травня 1986    | Берлін                                 |           | Ґрунт      | Штеффі Граф             | Мартіна Навратілова Андреа Темешварі          | 7–5, 6–2                |
| Поразка   | 17. | 16 червня 1986    | Eastbourne                             |           | Трава      | Клаудія Коде-Kilsch     | Мартіна Навратілова Пем Шрайвер               | 2–6, 4–6                |
| Поразка   | 18. | 4 серпня 1986     | Монреаль                               |           | Тверде     | Пем Шрайвер             | Зіна Гаррісон Габріела Сабатіні               | 6–7(2–7), 7–5, 4–6      |
| Поразка   | 19. | 11 серпня 1986    | Мангеттен-Біч                          |           | Тверде     | Клаудія Коде-Kilsch     | Мартіна Навратілова Пем Шрайвер               | 4–6, 3–6                |
| Поразка   | 20. | 18 серпня 1986    | Mahwah                                 |           | Тверде     | Штеффі Граф             | Бетсі Нагелсен Елізабет Смайлі                | 6–7(4–7), 3–6           |
| Перемога  | 15. | 29 вересня 1986   | Hilversum                              |           | Килим      | Kathy Йорданія          | Тіна Шоєр-Ларсен Катрін Танв'є                | 7–5, 6–1                |
| Перемога  | 16. | 20 жовтня 1986    | Brighton                               |           | Килим      | Штеффі Граф             | Тіна Шоєр-Ларсен Катрін Танв'є                | 6–4, 6–4                |
| Поразка   | 21. | 3 листопада 1986  | Worcester                              |           | Килим      | Клаудія Коде-Kilsch     | Мартіна Навратілова Пем Шрайвер               | 5–7, 3–6                |
| Перемога  | 17. | 10 листопада 1986 | Чикаго                                 |           | Килим      | Клаудія Коде-Kilsch     | Штеффі Граф Габріела Сабатіні                 | 6–7(5–7), 7–6(7–5), 6–3 |
| Поразка   | 22. | 17 листопада 1986 | Фінал WTA                              |           | Килим      | Клаудія Коде-Kilsch     | Мартіна Навратілова Пем Шрайвер               | 6–7(1–7), 3–6           |
| Перемога  | 18. | 26 січня 1987     | Tokyo                                  |           | Килим      | Клаудія Коде-Kilsch     | Еліз Берджін Пем Шрайвер                      | 6–1, 7–6(7–5)           |
| Поразка   | 23. | 23 лютого 1987    | Кі-Біскейн                             |           | Тверде     | Клаудія Коде-Kilsch     | Мартіна Навратілова Пем Шрайвер               | 3–6, 6–7(6–8)           |
| Поразка   | 24. | 4 травня 1987     | Рим                                    |           | Ґрунт      | Клаудія Коде-Kilsch     | Мартіна Навратілова Габріела Сабатіні         | 4–6, 1–6                |
| Перемога  | 19. | 11 травня 1987    | Берлін                                 |           | Ґрунт      | Клаудія Коде-Kilsch     | Катаріна Ліндквіст Тіна Шоєр-Ларсен           | 6–1, 6–2                |
| Перемога  | 20. | 22 червня 1987    | Вімблдонський турнір                   |           | Трава      | Клаудія Коде-Kilsch     | Бетсі Нагелсен Елізабет Смайлі                | 7–5, 7–5                |
| Поразка   | 25. | 17 серпня 1987    | Торонто                                |           | Тверде     | Клаудія Коде-Kilsch     | Зіна Гаррісон Лорі Макніл                     | 1–6, 2–6                |
| Перемога  | 21. | 19 жовтня 1987    | Brighton                               |           | Килим      | Kathy Йорданія          | Тіна Шоєр-Ларсен Катрін Танв'є                | 7–5, 6–1                |
| Перемога  | 22. | 9 листопада 1987  | Чикаго                                 |           | Килим      | Клаудія Коде-Kilsch     | Зіна Гаррісон Лорі Макніл                     | 6–4, 6–3                |
| Поразка   | 26. | 16 листопада 1987 | Фінал WTA                              |           | Килим      | Клаудія Коде-Kilsch     | Мартіна Навратілова Пем Шрайвер               | 1–6, 1–6                |
| Поразка   | 27. | 28 грудня 1987    | Brisbane                               |           | Трава      | Клаудія Коде-Kilsch     | Бетсі Нагелсен Пем Шрайвер                    | 6–2, 5–7, 2–6           |
| Поразка   | 28. | 4 січня 1988      | Сідней                                 |           | Трава      | Клаудія Коде-Kilsch     | Енн Генрікссон Крістіан Жоліссен              | 6–7(5–7), 6–4, 3–6      |
| Поразка   | 29. | 22 лютого 1988    | Washington, D.C.                       |           | Килим      | Габріела Сабатіні       | Мартіна Навратілова Пем Шрайвер               | 3–6, 4–6                |
| Перемога  | 23. | 29 лютого 1988    | Connecticut Open                       |           | Тверде     | Лорі Макніл             | Розалін Феербенк Гретхен Раш                  | 6–3, 6–7(5–7), 6–2      |
| Поразка   | 30. | 7 березня 1988    | Boca Raton                             |           | Тверде     | Клаудія Коде-Kilsch     | Катріна Адамс Зіна Гаррісон                   | 6–4, 5–7, 4–6           |
| Перемога  | 24. | 25 квітня 1988    | Токіо                                  |           | Килим      | Пем Шрайвер             | Джиджі Фернандес Робін Вайт                   | 4–6, 6–2, 7–6(7–5)      |
| Поразка   | 31. | 9 травня 1988     | Берлін                                 |           | Ґрунт      | Клаудія Коде-Kilsch     | Ізабель Демонжо Наталі Тозья                  | 2–6, 6–4, 4–6           |
| Поразка   | 32. | 23 травня 1988    | French Open                            |           | Ґрунт      | Клаудія Коде-Kilsch     | Мартіна Навратілова Пем Шрайвер               | 2–6, 5–7                |
| Перемога  | 25. | 15 серпня 1988    | Монреаль                               |           | Тверде     | Яна Новотна             | Зіна Гаррісон Пем Шрайвер                     | 7–6(7–2), 7–6(8–6)      |
| Перемога  | 26. | 22 серпня 1988    | Mahwah                                 |           | Тверде     | Яна Новотна             | Джиджі Фернандес Робін Вайт                   | 6–3, 6–2                |
| Поразка   | 33. | 19 вересня 1988   | Сеул                                   |           | Тверде     | Яна Новотна             | Зіна Гаррісон Пем Шрайвер                     | 6–4, 2–6, 8–10          |
| Поразка   | 34. | 17 жовтня 1988    | Цюрих                                  |           | Килим      | Клаудія Коде-Kilsch     | Ізабель Демонжо Наталі Тозья                  | 3–6, 3–6                |
| Поразка   | 35. | 31 жовтня 1988    | Worcester                              |           | Килим      | Габріела Сабатіні       | Мартіна Навратілова Пем Шрайвер               | 3–6, 6–3, 5–7           |
| Перемога  | 27. | 2 січня 1989      | Brisbane                               |           | Тверде     | Яна Новотна             | Патті Фендік Джилл Гетерінгтон                | 6–7(4–7), 6–1, 6–2      |
| Перемога  | 28. | 13 березня 1989   | Boca Raton                             |           | Тверде     | Яна Новотна             | Джо Дьюрі Мері Джо Фернандес                  | 6–4, 6–2                |
| Перемога  | 29. | 27 березня 1989   | Відкритий чемпіонат Маямі з тенісу     |           | Тверде     | Яна Новотна             | Джиджі Фернандес Лорі Макніл                  | 7–6(7–5), 6–4           |
| Поразка   | 36. | 1 травня 1989     | Гамбург                                |           | Ґрунт      | Яна Новотна             | Ізабель Демонжо Наталі Тозья                  | w/o                     |
| Поразка   | 37. | 19 червня 1989    | Eastbourne                             |           | Трава      | Яна Новотна             | Катріна Адамс Зіна Гаррісон                   | 3–6 ret.                |
| Перемога  | 30. | 26 червня 1989    | Вімблдонський турнір                   |           | Трава      | Яна Новотна             | Лариса Савченко-Нейланд Наташа Звєрєва        | 6–1, 6–2                |
| Перемога  | 31. | 16 жовтня 1989    | Цюрих                                  |           | Килим      | Яна Новотна             | Наталі Тозья Юдіт Візнер                      | 6–3, 3–6, 6–4           |
| Поразка   | 38. | 6 листопада 1989  | Чикаго                                 |           | Килим      | Яна Новотна             | Larisa Savchenko Наташа Звєрєва               | 3–6, 6–2, 3–6           |
| Перемога  | 32. | 1 січня 1990      | Brisbane                               |           | Тверде     | Яна Новотна             | Гана Мандлікова Пем Шрайвер                   | 6–3, 6–1                |
| Перемога  | 33. | 8 січня 1990      | Сідней                                 |           | Тверде     | Яна Новотна             | Лариса Савченко-Нейланд Наташа Звєрєва        | 6–3, 7–5                |
| Перемога  | 34. | 15 січня 1990     | Australian Open                        |           | Тверде     | Яна Новотна             | Патті Фендік Мері Джо Фернандес               | 7–6(7–5), 7–6(8–6)      |
| Перемога  | 35. | 26 лютого 1990    | Індіан-Веллс                           |           | Тверде     | Яна Новотна             | Джиджі Фернандес Мартіна Навратілова          | 6–2, 7–6(8–6)           |
| Перемога  | 36. | 5 березня 1990    | Boca Raton                             |           | Тверде     | Яна Новотна             | Еліз Берджін Венді Тернбулл                   | 6–4, 6–2                |
| Перемога  | 37. | 19 березня 1990   | Відкритий чемпіонат Маямі з тенісу     |           | Тверде     | Яна Новотна             | Бетсі Нагелсен Робін Вайт                     | 6–4, 6–3                |
| Поразка   | 39. | 30 квітня 1990    | Гамбург                                |           | Ґрунт      | Лариса Савченко-Нейланд | Джиджі Фернандес Мартіна Навратілова          | 2–6, 3–6                |
| Перемога  | 38. | 28 травня 1990    | French Open                            |           | Ґрунт      | Яна Новотна             | Лариса Савченко-Нейланд Наташа Звєрєва        | 6–4, 7–5                |
| Перемога  | 39. | 25 червня 1990    | Вімблдонський турнір                   |           | Трава      | Яна Новотна             | Kathy Йорданія Елізабет Смайлі                | 6–3, 6–4                |
| Поразка   | 40. | 27 серпня 1990    | US Open                                |           | Тверде     | Яна Новотна             | Джиджі Фернандес Мартіна Навратілова          | 2–6, 4–6                |
| Перемога  | 40. | 22 жовтня 1990    | Brighton                               |           | Килим      | Наталі Тозья            | Джо Дьюрі Наташа Звєрєва                      | 6–1, 6–4                |
| Перемога  | 41. | 5 листопада 1990  | Worcester                              |           | Килим      | Джиджі Фернандес        | Мері Джо Фернандес Яна Новотна                | 3–6, 6–3, 6–3           |
| Поразка   | 41. | 31 грудня 1990    | Brisbane                               |           | Тверде     | Патті Фендік            | Джиджі Фернандес Яна Новотна                  | 3–6, 1–6                |
| Перемога  | 42. | 7 січня 1991      | Сідней                                 |           | Тверде     | Аранча Санчес Вікаріо   | Джиджі Фернандес Яна Новотна                  | 6–1, 6–4                |
| Перемога  | 43. | 25 березня 1991   | Tampa                                  |           | Ґрунт      | Джиджі Фернандес        | Лариса Савченко-Нейланд Наташа Звєрєва        | 6–4, 4–6, 7–6(7–3)      |
| Перемога  | 44. | 8 квітня 1991     | Амелія-Айланд                          |           | Ґрунт      | Аранча Санчес Вікаріо   | Мерседес Пас Наташа Звєрєва                   | 4–6, 6–2, 6–2           |
| Поразка   | 42. | 29 квітня 1991    | Гамбург                                |           | Ґрунт      | Аранча Санчес Вікаріо   | Яна Новотна Лариса Савченко-Нейланд           | 5–7, 1–6                |
| Поразка   | 43. | 5 серпня 1991     | Торонто                                |           | Тверде     | Клаудія Коде-Kilsch     | Лариса Савченко-Нейланд Наташа Звєрєва        | 6–1, 5–7, 2–6           |
| Перемога  | 45. | 6 січня 1992      | Сідней                                 |           | Тверде     | Аранча Санчес Вікаріо   | Мері Джо Фернандес Зіна Гаррісон              | 7–6(7–4), 6–7(4–7), 6–2 |
| Перемога  | 46. | 13 січня 1992     | Australian Open                        |           | Тверде     | Аранча Санчес Вікаріо   | Мері Джо Фернандес Зіна Гаррісон              | 6–4, 7–6(7–3)           |
| Перемога  | 47. | 27 січня 1992     | Токіо                                  |           | Килим      | Аранча Санчес Вікаріо   | Мартіна Навратілова Пем Шрайвер               | 7–5, 6–1                |
| Перемога  | 48. | 3 лютого 1992     | Осака                                  |           | Килим      | Ренне Стаббс            | Сенді Коллінз Рейчел Макквіллан               | 3–6, 6–4, 7–5           |
| Перемога  | 49. | 4 травня 1992     | Рим                                    |           | Ґрунт      | Моніка Селеш            | Катарина Малеєва Барбара Ріттнер              | 6–1, 6–2                |
| Перемога  | 50. | 10 серпня 1992    | Мангеттен-Біч                          |           | Тверде     | Аранча Санчес Вікаріо   | Зіна Гаррісон Пем Шрайвер                     | 6–4, 6–2                |
| Перемога  | 51. | 5 жовтня 1992     | Цюрих                                  |           | Килим      | Наташа Звєрєва          | Мартіна Навратілова Пем Шрайвер               | 7–6(7–5), 6–4           |
| Перемога  | 52. | 12 жовтня 1992    | Фільдерштадт                           |           | Килим      | Аранча Санчес Вікаріо   | Пем Шрайвер Наташа Звєрєва                    | 6–4, 7–5                |
| Перемога  | 53. | 16 листопада 1992 | Фінал WTA                              |           | Килим      | Аранча Санчес Вікаріо   | Яна Новотна Лариса Савченко-Нейланд           | 7–6(7–4), 6–1           |
| Перемога  | 54. | 1 лютого 1993     | Токіо                                  |           | Килим      | Мартіна Навратілова     | Лорі Макніл Ренне Стаббс                      | 6–4, 6–3                |
| Перемога  | 55. | 22 лютого 1993    | Індіан-Веллс                           |           | Тверде     | Ренне Стаббс            | Енн Гроссман Патрісія Гай-Буле                | 6–3, 6–4                |
| Перемога  | 56. | 17 травня 1993    | Люцерн                                 |           | Ґрунт      | Мері Джо Фернандес      | Ліндсі Девенпорт Маріанн Вердел               | 6–2, 6–4                |
| Перемога  | 57. | 26 липня 1993     | Страттон-Маунтін                       |           | Тверде     | Елізабет Смайлі         | Мануела Малеєва Мерседес Пас                  | 6–1, 6–2                |
| Перемога  | 58. | 2 серпня 1993     | Сан-Дієго                              |           | Тверде     | Джиджі Фернандес        | Пем Шрайвер Елізабет Смайлі                   | 6–4, 6–3                |
| Перемога  | 59. | 9 серпня 1993     | Мангеттен-Біч                          |           | Тверде     | Аранча Санчес Вікаріо   | Джиджі Фернандес Наташа Звєрєва               | 7–6(7–4), 6–3           |
| Поразка   | 44. | 16 серпня 1993    | Торонто                                |           | Тверде     | Аранча Санчес Вікаріо   | Яна Новотна Лариса Савченко-Нейланд           | 1–6, 2–6                |
| Перемога  | 60. | 30 серпня 1993    | US Open                                |           | Тверде     | Аранча Санчес Вікаріо   | Аманда Кетцер Інес Горрочатегі                | 6–4, 6–2                |
| Перемога  | 61. | 25 жовтня 1993    | Essen                                  |           | Килим      | Аранча Санчес Вікаріо   | Вілтруд Пробст Крістіна Зінгер                | 6–2, 6–2                |
| Поразка   | 45. | 21 лютого 1994    | Індіан-Веллс                           |           | Тверде     | Манон Боллеграф         | Ліндсі Девенпорт Ліза Реймонд                 | 2–6, 4–6                |
| Поразка   | 46. | 28 лютого 1994    | Delray Beach                           |           | Тверде     | Манон Боллеграф         | Яна Новотна Аранча Санчес Вікаріо             | 2–6, 0–6                |
| Поразка   | 47. | 13 червня 1994    | Eastbourne                             |           | Трава      | Інес Горрочатегі        | Джиджі Фернандес Наташа Звєрєва               | 7–6(7–4), 4–6, 3–6      |
| Поразка   | 48. | 16 жовтня 1995    | Brighton                               |           | Килим      | Лорі Макніл             | Мередіт Макґрат Лариса Савченко-Нейланд       | 5–7, 1–6                |
| Перемога  | 62. | 30 жовтня 1995    | Окленд                                 |           | Килим      | Лорі Макніл             | Катріна Адамс Зіна Гаррісон                   | 3–6, 6–4, 6–3           |
| Перемога  | 63. | 6 листопада 1995  | Philadelphia                           |           | Килим      | Лорі Макніл             | Мередіт Макґрат Лариса Савченко-Нейланд       | 4–6, 6–3, 6–4           |
| Поразка   | 49. | 8 січня 1996      | Сідней                                 |           | Тверде     | Лорі Макніл             | Ліндсі Девенпорт Мері Джо Фернандес           | 3–6, 3–6                |
| Поразка   | 50. | 19 лютого 1996    | Essen                                  |           | Килим      | Лорі Макніл             | Мередіт Макґрат Лариса Савченко-Нейланд       | 6–3, 3–6, 2–6           |
| Поразка   | 51. | 26 лютого 1996    | Лінц                                   |           | Килим      | Ренне Стаббс            | Манон Боллеграф Мередіт Макґрат               | 4–6, 4–6                |
| Поразка   | 52. | 13 травня 1996    | Берлін                                 |           | Ґрунт      | Мартіна Хінгіс          | Мередіт Макґрат Лариса Савченко-Нейланд       | 1–6, 7–5, 6–7(4–7)      |
| Поразка   | 53. | 17 червня 1996    | Rosmalen Grass Court Championships     |           | Трава      | Крісті Богерт           | Лариса Савченко-Нейланд Бренда Шульц-Маккарті | 4–6, 6–7(7–9)           |
| Перемога  | 64. | 24 червня 1996    | Вімблдонський турнір                   |           | Трава      | Мартіна Хінгіс          | Мередіт Макґрат Лариса Савченко-Нейланд       | 5–7, 7–5, 6–1           |
| Поразка   | 54. | 22 липня 1996     | Атланта                                |           | Тверде     | Яна Новотна             | Джиджі Фернандес Мері Джо Фернандес           | 6–7(6–8), 4–6           |
| Поразка   | 55. | 5 серпня 1996     | Монреаль                               |           | Тверде     | Мері Джо Фернандес      | Аранча Санчес Вікаріо Лариса Савченко-Нейланд | 6–7(1–7), 1–6           |
| Перемога  | 65. | 9 вересня 1996    | Karlovy Vary                           |           | Ґрунт      | Каріна Габшудова        | Ева Мартінцова Елена Пампулова                | 3–6, 6–3, 6–2           |
| Поразка   | 56. | 7 жовтня 1996     | Фільдерштадт                           |           | Тверде (i) | Мартіна Хінгіс          | Ніколь Арендт Яна Новотна                     | 2–6, 3–6                |
| Перемога  | 66. | 14 жовтня 1996    | Цюрих                                  |           | Килим      | Мартіна Хінгіс          | Ніколь Арендт Наташа Звєрєва                  | 7–5, 6–4                |
| Перемога  | 67. | 19 травня 1997    | Страсбург                              |           | Ґрунт      | Наташа Звєрєва          | Олена Лиховцева Суґіяма Ай                    | 6–1, 6–1                |
| Поразка   | 57. | 4 серпня 1997     | Мангеттен-Біч                          |           | Тверде     | Лариса Савченко-Нейланд | Басукі Яюк Кароліна Віс                       | 6–7(7–9), 3–6           |
| Поразка   | 58. | 22 вересня 1997   | Лейпціг                                |           | Килим      | Басукі Яюк              | Мартіна Хінгіс Яна Новотна                    | 2–6, 2–6                |
| Поразка   | 59. | 13 жовтня 1997    | Цюрих                                  |           | Килим      | Лариса Савченко-Нейланд | Мартіна Хінгіс Аранча Санчес Вікаріо          | 6–4, 4–6, 1–6           |
| Перемога  | 68. | 20 жовтня 1997    | BGL Luxembourg Open                    |           | Килим      | Лариса Савченко-Нейланд | Майке Бабель Лоранс Куртуа                    | 6–2, 6–4                |
| Перемога  | 69. | 12 січня 1998     | Сідней                                 |           | Тверде     | Мартіна Хінгіс          | Катріна Адамс Мередіт Макґрат                 | 6–1, 6–2                |